# Dlouhé stráně (horní nádrž)
Horní nádrž PVE Dlouhé stráně je člověkem vytvořené jezero, které je nejvýše položenou vodní plochou v České republice. Nachází se v Jeseníkách v okrese Šumperk v Olomouckém kraji. Má rozlohu 15,4 ha. Leží v nadmořské výšce 1350 m. Dosahuje maximální hloubky 26 m.

## Pobřeží, dno

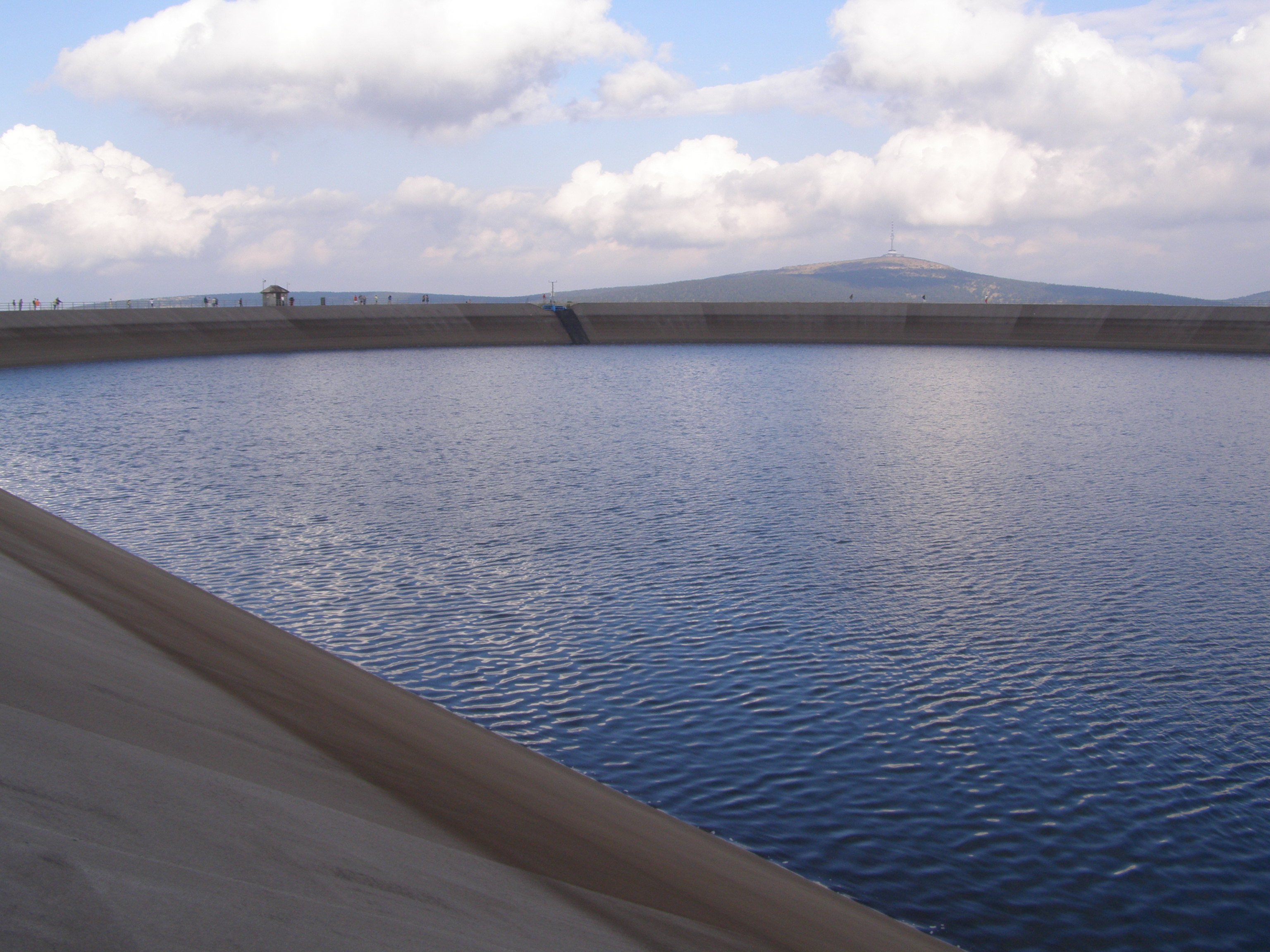
Horní nádrž elektrárny Dlouhé stráně v pozadí s Pradědem

Jezero obdélníkového tvaru leží na zarovnaném vrcholu hory Dlouhé stráně ve vyhloubené jámě se stěnami vysokými až 60 m. Obvodová sypaná hráz je dlouhá 1750 m. Stěny byly utěsněny přírodním asfaltem z Albánie.

## Vodní režim
Voda je přiváděna a odváděna dvěma přivaděči pod povrchem, které jsou 1,5 km dlouhé a mají 3,6 m v průměru.

## Přístup
Je volně přístupné pro pěší a cyklisty po 8 km dlouhé asfaltové silnici. Automobilem je možný příjezd na zvláštní povolení.

## Využití

### Přečerpávací vodní elektrárna
Slouží jako horní nádrž pro Přečerpávací vodní elektrárnu Dlouhé stráně.